# Football League Two 2013-2014
La Football League Two 2013-2014, conosciuta anche con il nome di Sky Bet League Two per motivi di sponsorizzazione, è stato il 56º campionato inglese di calcio di quarta divisione, nonché  il 10º con la denominazione di League Two.
La stagione regolare ha avuto inizio il 3 agosto 2013 e si è conclusa il 3 maggio 2014, mentre i play off si sono svolti tra l'11 ed il 26 maggio 2014. Il campionato è stato vinto dal Chesterfield, che è diventata la prima squadra a vincere per quattro volte la quarta divisione inglese. Le altre tre promozioni in Football League One, sono state invece conseguite dallo Scunthorpe United (2º classificato), dal Rochdale (3º classificato) e dal Fleetwood Town (che grazie alla vittoria nei play off, è riuscito a salire per la prima volta in terza divisione).
Capocannoniere del torneo è stato Sam Winnall (Scunthorpe United) con 23 reti.

## Stagione

### Novità
Al termine della stagione precedente, insieme ai campioni di lega del Gillingham (al secondo titolo di quarta divisione della loro storia), salirono direttamente in Football League One anche il Rotherham United (2º classificato) ed il Port Vale (3º classificato). Mentre il Bradford City, 7º classificato, raggiunse la promozione attraverso i play-off. Il Barnet e l'Aldershot Town, che occuparono le ultime due posizioni della classifica, non riuscirono invece a mantenere la categoria e scesero in Conference League Premier.
Queste sei squadre furono rimpiazzate dalle quattro retrocesse dalla Football League One: Scunthorpe United, Bury, Hartlepool United e Portsmouth (quest'ultimo, dopo essere incappato in due retrocessioni consecutive, si ritrovò dopo trentaquattro anni in quarta divisione) e dalle due promosse provenienti dalla Conference League Premier: Mansfield Town e Newport County (i due club risalirono in Football League, rispettivamente, dopo sei e sedici anni di assenza).

### Formula
Le prime tre classificate venivano promosse direttamente in Football League One, insieme alla vincente dei play off a cui partecipavano le squadre giunte dal 4º al 7º posto. Mentre le ultime due classificate retrocedevano in Conference League Premier.

## Squadre Partecipanti
| Squadra              | Stagione | Città                       | Stadio                             | Stagione precedente                             |
| -------------------- | -------- | --------------------------- | ---------------------------------- | ----------------------------------------------- |
| Accrington Stanley   | dettagli | Accrington                  | Crown Ground                       | 18º posto in Football League Two                |
| AFC Wimbledon        | dettagli | Londra (Wimbledon)          | Kingsmeadow (Kingston upon Thames) | 20º posto in Football League Two                |
| Bristol Rovers       | dettagli | Bristol                     | Memorial Stadium                   | 14º posto in Football League Two                |
| Burton Albion        | dettagli | Burton upon Trent           | Pirelli Stadium                    | 4º posto in Football League Two                 |
| Bury                 | dettagli | Bury                        | Gigg Lane                          | 22º posto in Football League One, retrocesso    |
| Cheltenham Town      | dettagli | Cheltenham                  | Whaddon Road                       | 5º posto in Football League Two                 |
| Chesterfield         | dettagli | Chesterfield                | Proact Stadium                     | 8º posto in Football League Two                 |
| Dagenham & Redbridge | dettagli | Londra (Barking e Dagenham) | Victoria Road                      | 22º posto in Football League Two                |
| Exeter City          | dettagli | Exeter                      | St James Park                      | 10º posto in Football League Two                |
| Fleetwood Town       | dettagli | Fleetwood                   | Highbury Stadium                   | 13º posto in Football League Two                |
| Hartlepool United    | dettagli | Hartlepool                  | Victoria Park                      | 23º posto in Football League One, retrocesso    |
| Mansfield Town       | dettagli | Mansfield                   | Field Mill                         | 1º posto in Conference League Premier, promosso |
| Morecambe            | dettagli | Morecambe                   | Globe Arena                        | 16º posto in Football League Two                |
| Northampton Town     | dettagli | Northampton                 | Sixfields Stadium                  | 6º posto in Football League Two                 |
| Newport County       | dettagli | Newport                     | Rodney Parade                      | 3º posto in Conference League Premier, promosso |
| Oxford United        | dettagli | Oxford                      | Kassam Stadium                     | 9º posto in Football League Two                 |
| Plymouth Argyle      | dettagli | Plymouth                    | Home Park                          | 21º posto in Football League Two                |
| Portsmouth           | dettagli | Portsmouth                  | Fratton Park                       | 24º posto in Football League One, retrocesso    |
| Rochdale             | dettagli | Rochdale                    | Spotland Stadium                   | 12º posto in Football League Two                |
| Scunthorpe United    | dettagli | Scunthorpe                  | Glanford Park                      | 21º posto in Football League One, retrocesso    |
| Southend United      | dettagli | Southend-on-Sea             | Roots Hall                         | 11º posto in Football League Two                |
| Torquay United       | dettagli | Torquay                     | Plainmoor                          | 19º posto in Football League Two                |
| Wycombe Wanderers    | dettagli | High Wycombe                | Adams Park                         | 15º posto in Football League Two                |
| York City            | dettagli | York                        | Bootham Crescent                   | 17º posto in Football League Two                |

## Classifica finale
|  | Pos. | Squadra            | Pt | G  | V  | N  | P  | GF | GS | DR  |
|  | ---- | ------------------ | -- | -- | -- | -- | -- | -- | -- | --- |
|  | 1.   | Chesterfield       | 84 | 46 | 23 | 15 | 8  | 61 | 40 | +31 |
|  | 2.   | Scunthorpe Utd     | 81 | 46 | 20 | 21 | 5  | 68 | 44 | +24 |
|  | 3.   | Rochdale           | 81 | 46 | 24 | 9  | 13 | 69 | 48 | +21 |
|  | 4.   | Fleetwood Town     | 76 | 46 | 22 | 10 | 14 | 66 | 52 | +14 |
|  | 5.   | Southend Utd       | 72 | 46 | 19 | 15 | 12 | 56 | 39 | +17 |
|  | 6.   | Burton Albion      | 72 | 46 | 19 | 15 | 12 | 47 | 42 | +5  |
|  | 7.   | York City          | 71 | 46 | 18 | 17 | 11 | 52 | 41 | +11 |
|  | 8.   | Oxford Utd         | 62 | 46 | 15 | 14 | 16 | 53 | 50 | +3  |
|  | 9.   | Dag & Red          | 60 | 46 | 15 | 15 | 16 | 53 | 59 | -6  |
|  | 10.  | Plymouth           | 60 | 46 | 16 | 12 | 18 | 51 | 58 | -7  |
|  | 11.  | Mansfield Town     | 60 | 46 | 15 | 15 | 16 | 49 | 58 | -9  |
|  | 12.  | Bury               | 59 | 46 | 13 | 20 | 13 | 58 | 50 | +8  |
|  | 13.  | Portsmouth         | 59 | 46 | 14 | 17 | 15 | 56 | 66 | -10 |
|  | 14.  | Newport County     | 58 | 46 | 14 | 16 | 16 | 56 | 59 | -3  |
|  | 15.  | Accrington Stanley | 57 | 46 | 13 | 15 | 18 | 54 | 56 | -2  |
|  | 16.  | AFC Wimbledon (-3) | 56 | 46 | 14 | 14 | 18 | 49 | 66 | -7  |
|  | 17.  | Exeter City        | 55 | 46 | 14 | 13 | 19 | 54 | 57 | -3  |
|  | 18.  | Cheltenham Town    | 55 | 46 | 13 | 16 | 17 | 53 | 63 | -10 |
|  | 19.  | Morecambe          | 54 | 46 | 13 | 15 | 18 | 52 | 64 | -12 |
|  | 20.  | Hartlepool Utd     | 53 | 46 | 14 | 11 | 20 | 50 | 56 | -6  |
|  | 21.  | Northampton Town   | 53 | 46 | 13 | 14 | 19 | 42 | 57 | -15 |
|  | 22.  | Wycombe            | 50 | 46 | 12 | 14 | 20 | 46 | 54 | -8  |
|  | 23.  | Bristol Rovers     | 50 | 46 | 12 | 14 | 20 | 44 | 54 | -10 |
|  | 24.  | Torquay Utd        | 45 | 46 | 12 | 9  | 25 | 42 | 66 | -24 |

Legenda:
      Promosso in Football League One 2014-2015.
  Ammesso ai play-off.
      Retrocesso in Conference League Premier 2014-2015.
Regolamento:
Tre punti a vittoria, uno a pareggio, zero a sconfitta.
In caso di arrivo di due o più squadre a pari punti, la graduatoria verrà stilata secondo i seguenti criteri:
- differenza reti
- maggior numero di gol segnati

Note:

Bristol Rovers retrocesso per peggior differenza reti rispetto all'ex aequo Wycombe Wanderers.
L'AFC Wimbledon è stato sanzionato con 3 punti di penalizzazione per la posizione irregolare del calciatore Jake Nicholson nella gara con il Cheltenham Town del 22 marzo 2014.

## Risultati

### Calendario
Il calendario è stato stilato il 19 giugno 2013 insieme a quelli degli altri campionati della Football League.
| andata     | 1ª giornata                  | ritorno      |
| 3 ago 2013 |                              | 11 gen. 2014 |
| 1-0        | Wycombe-Morecambe            | 1-1          |
| 2-0        | Scunthorpe-Mansfield         | 2-0          |
| 1-4        | Porthsmouth-Oxford           | 0-0          |
| 1-0        | York City-Northampton        | 2-0          |
| 3-1        | Fleetwood Town-Dag&Red       | 1-0          |
| 1-0        | Southend-Plymouth            | 1-1          |
| 0-2        | Bury-Chesterfield            | 0-4          |
| 1-1        | Torquay United-AFC Wimbledon | 2-0          |
| 2-2        | Cheltenham-Burton            | 1-2          |
| 3-0        | Rochdale-Hartlepool          | 3-0          |
| 2-1        | Exeter City-Bristol Rovers   | 1-2          |
| 4-1        | Newport County-Accrington    | 3-3          |

| andata       | 4ª giornata                | ritorno      |
| 24 ago. 2013 |                            | 18 gen. 2014 |
| 0-1          | Accrington-Cheltenham      | 2-1          |
| 3-2          | Bristol Rovers-York City   | 0-0          |
| 2-2          | Mansfield Town-Portsmouth  | 1-1          |
| 1-1          | Dag&Red-Newport County     | 2-1          |
| 2-2          | Oxford United-Wycombe      | 1-0          |
| 1-0          | Plymouth-Rochdale          | 0-3          |
| 1-2          | Northampton-Torquay United | 2-1          |
| 2-1          | Chesterfield-Southend      | 0-3          |
| 2-0          | Morecambe-Exeter City      | 1-1          |
| 3-2          | AFC Wimbledon-Scunthorpe   | 0-0          |
| 0-1          | Hartlepool-Fleetwood Town  | 0-2          |
| 2-2          | Burton-Bury                | 0-0          |

| andata       | 7ª giornata                | ritorno      |
| 14 set. 2013 |                            | 11 mar. 2014 |
| 0-1          | Southend-Scunthorpe        | 2-2          |
| 2-0          | Chesterfield-AFC Wimbledon | 1-1          |
| 1-0          | Rochdale-Torquay United    | 1-2          |
| 1-2          | Northampton-Exeter City    | 1-0          |
| 2-2          | Cheltenham-Oxford United   | 1-1          |
| 2-1          | Hartlepool-Accrington      | 0-0          |
| 1-2          | Burton-Portsmouth          | 0-0          |
| 2-0          | Dag&Red-Bristol Rovers     | 2-1          |
| 2-1          | Fleetwood Town-Bury        | 2-2          |
| 1-2          | York City-Mansfield Town   | 1-0          |
| 2-3          | Newport County-Morecambe   | 1-4          |
| 0-3          | Plymouth-Wycombe           | 1-0          |

| andata     | 10ª giornata                  | ritorno      |
| 5 ott 2013 |                               | 25 mar. 2014 |
| 1-2        | Accrington-Dag&Red            | 0-0          |
| 1-3        | Bristol Rovers-Fleetwood Town | 1-3          |
| 0-2        | Oxford United-Southend        | 0-3          |
| 0-0        | Bury-Newport County           | 0-0          |
| 1-2        | Wycombe-Burton                | 0-1          |
| 2-0        | Scunthorpe-Cheltenham         | 2-0          |
| 4-3        | Morecambe-Chesterfield        | 0-1          |
| 3-0        | Portsmouth-Rochdale           | 0-3          |
| 0-3        | Torquay United-York City      | 0-1          |
| 0-2        | AFC Wimbledon-Northampton     | 2-2          |
| 1-4        | Mansfield Town-Hartlepool     | 4-2          |
| 3-1        | Exeter City-Plymouth          | 2-1          |

| andata      | 13ª giornata              | ritorno      |
| 22 ott 2013 |                           | 28 gen. 2014 |
| 3-2         | Rochdale-Northampton      | 3-0          |
| 3-1         | Hartlepool-AFC Wimbledon  | 1-2          |
| 0-0         | Oxford United-Exeter City | 0-0          |
| 0-0         | Plymouth-Newport County   | 2-1          |
| 2-0         | Burton-Torquay United     | 1-1          |
| 0-1         | Southend-Dag&Red          | 1-1          |
| 3-0         | Cheltenham-Morecambe      | 1-0          |
| 0-0         | Bury-Mansfield Town       | 4-1          |
| 2-1         | Accrington-Bristol Rovers | 1-0          |
| 2-2         | Chesterfield-York City    | 2-0          |
| 2-2         | Portsmouth-Wycombe        | 1-0          |
| 0-1         | Fleetwood Town-Scunthorpe | 0-0          |

| andata       | 16ª giornata                 | ritorno      |
| 15 nov. 2013 |                              | 15 feb. 2014 |
| 2-0          | Newport County-Hartlepool    | 0-3          |
| 0-2          | Torquay United-Chesterfield  | 1-3          |
| 2-0          | Dag&Red-Burton               | 1-1          |
| 1-2          | Wycombe-Cheltenham           | 1-1          |
| 4-0          | AFC Wimbledon-Portsmouth     | 0-1          |
| 0-2          | Scunthorpe-Accrington        | 3-2          |
| 1-1          | Bristol Rovers-Bury          | 1-2          |
| 1-2          | Morecambe-Rochdale           | 1-2          |
| 0-2          | Exeter City-Southend         | 3-2          |
| 1-1          | York City-Plymouth           | 4-0          |
| 1-0          | Northampton-Fleetwood Town   | 0-2          |
| 1-3          | Mansfield Town-Oxford United | 0-3          |

| andata       | 19ª giornata                 | ritorno     |
| 30 nov. 2013 |                              | 5 apr. 2014 |
| 3-1          | Scunthorpe-Torquay United    | 1-0         |
| 1-1          | Fleetwood Town-Oxford United | 2-0         |
| 0-0          | York City-Rochdale           | 0-0         |
| 1-0          | Northampton-Accrington       | 1-0         |
| 2-0          | Dag&Red-Wycombe              | 0-2         |
| 0-0          | Hartlepool-Portsmouth        | 0-1         |
| 0-1          | Plymouth-Burton              | 0-1         |
| 1-2          | Mansfield Town-Morecambe     | 1-0         |
| 1-1          | Southend-Cheltenham          | 2-1         |
| 2-2          | Exeter City-Bury             | 0-2         |
| 3-0          | Bristol Rovers-AFC Wimbledon | 0-0         |
| 3-2          | Newport County-Chesterfield  | 1-1         |

| andata      | 22ª giornata                  | ritorno      |
| 26 dic.2013 |                               | 12 apr. 2014 |
| 1-1         | Accrington-York City          | 1-1          |
| 2-2         | Bury-Scunthorpe               | 2-2          |
| 2-3         | Oxford United-Plymouth        | 2-0          |
| 0-1         | AFC Wimbledon-Southend        | 1-0          |
| 1-0         | Morecambe-Fleetwood Town      | 2-2          |
| 1-0         | Cheltenham-Exeter City        | 1-1          |
| 1-1         | Chesterfield-Hartlepool       | 2-1          |
| 1-0         | Burton-Northampton            | 0-1          |
| 1-1         | Torquay United-Bristol Rovers | 2-1          |
| 3-0         | Rochdale-Mansfield Town       | 0-3          |
| 0-1         | Wycombe-Newport County        | 0-2          |
| 1-0         | Portsmouth-Dag&Red            | 4-1          |

| andata       | 2ª giornata                | ritorno     |
| 10 ago. 2013 |                            | 4 gen. 2014 |
| 1-0          | Burton-Rochdale            | 1-1         |
| 0-0          | Mansfield Town-Exeter City | 1-0         |
| 0-0          | Bristol Rovers-Scunthorpe  | 1-1         |
| 1-1          | Morecambe-Torquay United   | 1-1         |
| 2-1          | Oxford United-Bury         | 1-1         |
| 2-0          | Dag&Red-York City          | 1-3         |
| 3-1          | Northampton-Newport County | 2-1         |
| 2-0          | Chesterfield-Cheltenham    | 4-1         |
| 0-1          | Hartlepool-Southend        | 1-1         |
| 1-0          | AFC Wimbledon-Wycombe      | 3-0         |
| 2-2          | Accrington-Portsmouth      | 0-1         |
| 0-2          | Plymouth-Fleetwood Town    | 4-0         |

| andata       | 5ª giornata                  | ritorno     |
| 31 ago. 2013 |                              | 1 mar. 2014 |
| 2-1          | Morecambe-Plymouth           | 0-5         |
| 0-0          | Torquay United-Hartlepool    | 0-3         |
| 1-0          | Bristol Rovers-Northampton   | 0-0         |
| 2-1          | Exeter City-York City        | 1-2         |
| 2-1          | Wycombe-Southend             | 1-1         |
| 0-2          | Portsmouth-Chesterfield      | 0-0         |
| 4-1          | Bury-Cheltenham              | 1-2         |
| 2-0          | AFC Wimbledon-Fleetwood Town | 0-0         |
| 0-1          | Accrington-Burton            | 1-2         |
| 1-1          | Scunthorpe-Newport County    | 2-2         |
| 3-0          | Mansfield Town-Dag&Red       | 0-0         |
| 1-1          | Oxford United-Rochdale       | 0-3         |

| andata       | 8ª giornata                | ritorno      |
| 21 set. 2013 |                            | 15 mar. 2014 |
| 3-0          | Mansfield Town-Northampton | 1-1          |
| 1-0          | Scunthorpe-Plymouth        | 2-0          |
| 1-1          | Bury-Southend              | 0-0          |
| 1-2          | Accrington-Rochdale        | 1-2          |
| 0-1          | Oxford United-Chesterfield | 0-3          |
| 4-2          | Torquay United-Cheltenham  | 0-1          |
| 3-1          | AFC Wimbledon-Burton       | 1-1          |
| 0-2          | Exeter City-Newport County | 1-1          |
| 2-2          | Morecambe-Dagenham & R     | 1-1          |
| 0-1          | Portsmouth-Fleetwood Town  | 1-3          |
| 1-1          | Wycombe-York City          | 0-2          |
| 2-2          | Bristol Rovers-Hartlepool  | 0-4          |

| andata       | 11ª giornata                  | ritorno     |
| 12 ott. 2013 |                               | 3 mag. 2014 |
| 1-1          | Fleetwood Town-Chesterfield   | 1-2         |
| 1-2          | Dag&Red-Cheltenham            | 3-2         |
| 1-1          | AFC Wimbledon-Accrington      | 2-3         |
| 0-1          | Burton-Southend               | 0-1         |
| 0-3          | Exeter City-Hartlepool        | 2-0         |
| 3-2          | Wycombe-Torquay United        | 3-0         |
| 2-0          | Oxford United-Northampton     | 1-3         |
| 1-1          | Mansfield Town-Bristol Rovers | 1-0         |
| 1-1          | Plymouth-Portsmouth           | 3-3         |
| 0-2          | Bury-Morecambe                | 0-0         |
| 3-0          | Rochdale-Newport County       | 1-2         |
| 4-1          | York City-Scunthorpe          | 2-2         |

| andata       | 14ª giornata                | ritorno     |
| 26 ott. 2013 |                             | 1 feb. 2014 |
| 0-0          | Bristol Rovers-Chesterfield | 1-3         |
| 1-0          | Scunthorpe-Hartlepool       | 0-0         |
| 3-1          | Dag&Red-Rochdale            | 1-0         |
| 0-1          | Exeter City-Burton          | 1-1         |
| 0-2          | AFC Wimbledon-Oxford United | 1-2         |
| 1-2          | Morecambe-Accrington        | 1-5         |
| 0-2          | York City-Fleetwood Town    | 2-1         |
| 1-2          | Wycombe-Bury                | 0-1         |
| 1-1          | Torquay United-Portsmouth   | 1-0         |
| 0-1          | Mansfield Town-Plymouth     | 1-1         |
| 1-1          | Northampton-Cheltenham      | 1-1         |
| 3-1          | Newport County-Southend     | 0-0         |

| andata       | 17ª giornata                  | ritorno      |
| 23 nov. 2013 |                               | 22 feb. 2014 |
| 3-1          | Rochdale-Exeter City          | 1-0          |
| 0-0          | Cheltenham-Newport County     | 1-0          |
| 3-0          | Oxford United-Morecambe       | 1-1          |
| 2-1          | Plymouth-Dag&Red              | 2-1          |
| 2-1          | Accrington-Torquay United     | 1-0          |
| 1-1          | Bury-AFC Wimbledon            | 1-0          |
| 1-2          | Portsmouth-Scunthorpe         | 1-5          |
| 1-0          | Burton-Bristol Rovers         | 0-2          |
| 5-4          | Fleetwood Town-Mansfield Town | 0-1          |
| 2-0          | Chesterfield-Wycombe          | 0-1          |
| 2-0          | Hartlepool-Northampton        | 0-2          |
| 2-1          | Southend-York City            | 0-0          |

| andata       | 20ª giornata                 | ritorno      |
| 14 dic. 2013 |                              | 29 mar. 2014 |
| 1-1          | Wycombe-Scunthorpe           | 0-0          |
| 2-3          | Accrington-Exeter City       | 1-0          |
| 2-1          | Oxford United-Dag&Red        | 0-2          |
| 1-0          | Torquay United-Southend      | 0-1          |
| 2-1          | Morecambe-Bristol Rovers     | 0-1          |
| 0-0          | AFC Wimbledon-Mansfield Town | 0-1          |
| 1-1          | Bury-Northampton             | 3-0          |
| 1-2          | Rochdale-Fleetwood Town      | 0-0          |
| 1-1          | Burton-York City             | 0-0          |
| 2-0          | Chesterfield-Plymouth        | 1-2          |
| 0-2          | Portsmouth-Newport County    | 2-1          |
| 2-2          | Cheltenham-Hartlepool        | 1-0          |

| andata       | 23ª giornata               | ritorno      |
| 29 dic. 2013 |                            | 21 apr. 2014 |
| 1-3          | Torquay United-Exeter City | 2-1          |
| 0-2          | Oxford United-Scunthorpe   | 0-1          |
| 1-1          | Accrington-Southend        | 0-1          |
| 1-2          | Morecambe-Hartlepool       | 1-2          |
| 1-2          | Cheltenham-Mansfield Town  | 2-0          |
| 1-1          | Chesterfield-Dag&Red       | 1-0          |
| 2-0          | Rochdale-Bristol Rovers    | 2-1          |
| 0-0          | Portsmouth-Northampton     | 1-0          |
| 1-1          | Wycombe-Fleetwood Town     | 0-1          |
| 2-1          | Bury-York City             | 0-1          |
| 1-0          | Burton-Newport County      | 1-1          |
| 1-1          | AFC Wimbledon-Plymouth     | 2-1          |

| andata      | 3ª giornata                   | ritorno      |
| 17 ago.2013 |                               | 25 gen. 2014 |
| 2-2         | Rochdale-Chesterfield         | 2-2          |
| 2-0         | Exeter City-AFC Wimbledon     | 1-2          |
| 2-0         | Southend-Northampton          | 1-2          |
| 2-3         | Fleetwood Town-Burton         | 4-2          |
| 1-1         | Scunthorpe-Dag&Red            | 3-3          |
| 3-0         | Bury-Accrington               | 0-0          |
| 1-0         | Newport County-Bristol Rovers | 1-3          |
| 0-0         | York City-Hartlepool          | 0-2          |
| 0-1         | Wycombe-Mansfield Town        | 2-2          |
| 3-0         | Portsmouth-Morecambe          | 2-2          |
| 1-3         | Cheltenham-Plymouth           | 1-1          |
| 1-3         | Torquay United-Oxford United  | 0-1          |

| andata     | 6ª giornata                   | ritorno     |
| 7 set.2013 |                               | 8 mar. 2014 |
| 1-0        | Rochdale-Bury                 | 0-0         |
| 1-1        | Northampton-Scunthorpe        | 1-1         |
| 1-1        | Dag&Red-Exeter City           | 2-2         |
| 1-0        | Plymouth-Bristol Rovers       | 1-2         |
| 2-2        | Cheltenham-Portsmouth         | 0-0         |
| 1-3        | Southend-Morecambe            | 1-2         |
| 0-2        | York City-AFC Wimbledon       | 1-0         |
| 1-0        | Chesterfield-Accrington       | 1-3         |
| 0-2        | Burton-Oxford United          | 2-1         |
| 4-1        | Fleetwood Town-Torquay United | 1-0         |
| 1-2        | Hartlepool-Wycombe            | 1-2         |
| 1-1        | Newport County-Mansfield Town | 1-2         |

| andata       | 9ª giornata                   | ritorno      |
| 28 set. 2013 |                               | 22 mar. 2014 |
| 1-1          | Southend-Bristol Rovers       | 0-0          |
| 1-3          | Hartlepool-Oxford United      | 0-1          |
| 4-2          | York City-Portsmouth          | 1-0          |
| 2-2          | Burton-Scunthorpe             | 0-1          |
| 3-2          | Rochdale-Wycombe              | 2-0          |
| 0-0          | Plymouth-Accrington           | 1-1          |
| 0-0          | Northampton-Morecambe         | 1-1          |
| 2-1          | Newport County-Torquay United | 1-0          |
| 1-0          | Cheltenham-AFC Wimbledon      | 3-4          |
| 2-1          | Dag&Red-Bury                  | 1-1          |
| 1-2          | Fleetwood Town-Exeter City    | 0-3          |
| 0-1          | Chesterfield-Mansfield        | 0-0          |

| andata      | 12ª giornata                  | ritorno      |
| 19 ott 2013 |                               | 26 apr. 2014 |
| 2-0         | Southend-Fleetwood Town       | 1-1          |
| 0-2         | Chesterfield-Burton           | 2-0          |
| 2-2         | Northampton-Dag&Red           | 3-0          |
| 0-0         | Accrington-Oxford United      | 2-1          |
| 1-1         | Morecambe-AFC Wimbledon       | 3-0          |
| 0-0         | Torquay United-Mansfield Town | 3-1          |
| 0-1         | Bristol Rovers-Wycombe        | 2-1          |
| 1-0         | Portsmouth-Bury               | 4-4          |
| 3-0         | Newport County-York City      | 0-1          |
| 1-0         | Hartlepool-Plymouth           | 1-1          |
| 1-2         | Cheltenham-Rochdale           | 0-2          |
| 0-4         | Scunthorpe-Exeter City        | 0-2          |

| andata     | 15ª giornata                  | ritorno     |
| 2 nov 2013 |                               | 8 feb. 2014 |
| 3-0        | Southend-Mansfield Town       | 1-2         |
| 1-1        | Chesterfield-Scunthorpe       | 1-1         |
| 0-1        | Oxford United-Bristol Rovers  | 1-1         |
| 1-0        | Plymouth-Northampton          | 2-0         |
| 1-1        | Accrington-Wycombe            | 0-0         |
| 4-1        | Fleetwood Town-Newport County | 0-0         |
| 0-1        | Burton-Morecambe              | 1-0         |
| 2-1        | Hartlepool-Dag&Red            | 2-0         |
| 1-2        | Rochdale-AFC Wimbledon        | 3-0         |
| 1-3        | Bury-Torquay United           | 1-2         |
| 3-2        | Portsmouth-Exeter City        | 1-1         |
| 2-2        | Cheltenham-York City          | 0-0         |

| andata      | 18ª giornata                 | ritorno     |
| 26 nov 2013 |                              | 1 gen. 2014 |
| 1-1         | Wycombe-Exeter City          | 1-0         |
| 1-0         | Burton-Mansfield Town        | 0-0         |
| 1-2         | Portsmouth-Southend          | 1-2         |
| 0-4         | Rochdale-Scunthorpe          | 0-3         |
| 0-0         | Morecambe-York City          | 0-1         |
| 0-0         | Cheltenham-Bristol Rovers    | 0-1         |
| 2-0         | Accrington-Fleetwood Town    | 1-3         |
| 1-0         | Bury-Hartlepool              | 3-0         |
| 1-1         | AFC Wimbledon-Dag&Red        | 0-1         |
| 1-1         | Torquay United-Plymouth      | 0-2         |
| 0-0         | Oxford United-Newport County | 2-3         |
| 0-0         | Chesterfield-Northampton     | 3-1         |

| andata      | 21ª giornata                 | ritorno      |
| 21 dic 2013 |                              | 18 apr. 2014 |
| 1-1         | Southend-Rochdale            | 3-0          |
| 0-2         | Exeter City-Chesterfield     | 1-1          |
| 1-1         | Hartlepool-Burton            | 0-3          |
| 2-0         | Scunthorpe-Morecambe         | 1-1          |
| 0-1         | Dag&Red-Torquay United       | 1-0          |
| 1-2         | Newport County-AFC Wimbledon | 2-2          |
| 0-0         | York City-Oxford United      | 1-0          |
| 2-3         | Mansfield Town-Accrington    | 1-1          |
| 0-2         | Fleetwood Town-Cheltenham    | 2-1          |
| 1-4         | Northampton-Wycombe          | 1-1          |
| 2-1         | Plymouth-Bury                | 0-4          |
| 2-0         | Bristol Rovers-Portsmouth    | 2-3          |

## Spareggi

### Play-off

#### Tabellone
|  | Semifinali | Semifinali     | Semifinali | Semifinali | Semifinali |  |  | Finale | Finale         | Finale |  |
|  |            |                |            |            |            |  |  |        |                |        |  |
|  | 7          | York City      | 0          | 0          | 0          |  |  |        |                |        |  |
|  | 4          | Fleetwood Town | 1          | 0          | 1          |  |  | 4      | Fleetwood Town | 1      |  |
|  | 6          | Burton Albion  | 1          | 2          | 3          |  |  | 6      | Burton Albion  | 0      |  |
|  | 5          | Southend Utd   | 0          | 2          | 2          |  |  |        |                |        |  |

#### Semifinali

##### Andata
| Arbitro: | Oliver Langford |

|            |           |  |
| McGurk 45’ | Marcatori |  |

| Arbitro: | Carl Boyeson |

|  |           |           |
|  | Marcatori | 50’ Blair |

##### Ritorno
| Fleetwood 12 maggio 2014, ore 20:45 CEST | Fleetwood Town | 0 – 0 referto | York City | Highbury Stadium (5.194 spett.)\| Arbitro: \| Scott Duncan \| |
| Arbitro:                                 | Scott Duncan   |               |           |                                                               |

| Arbitro: | Paul Tierney |

|                         |           |                        |
| Leonard 32’ Straker 39’ | Marcatori | 21’ Holness 69’ McGurk |

#### Finale
| Arbitro: | Michael Naylor |

|              |           |  |
| Šarčević 75’ | Marcatori |  |

## Statistiche

### Squadre

#### Primati stagionali
Squadre
- Maggior numero di vittorie: Rochdale (24)
- Minor numero di vittorie: Torquay United, Bristol Rovers e Wycombe Wanderers (12)
- Maggior numero di pareggi: Bury (20)
- Minor numero di pareggi: Rochdale e Torquay United (9)
- Maggior numero di sconfitte: Torquay United (25)
- Minor numero di sconfitte: Scunthorpe United (5)
- Migliore attacco: Chesterfield (71 gol fatti)
- Peggiore attacco: Northampton Town e Torquay United (42 gol fatti)
- Miglior difesa: Southend United (39 gol subiti)
- Peggior difesa: Torquay United (66 gol subiti)
- Miglior differenza reti: Chesterfield (+31)
- Peggior differenza reti: Torquay United (-24)

Partite
- Partita con maggiore scarto di gol: Plymouth Argyle-Morecambe 5-0
- Partita con più reti: Fleetwood Town-Mansfield Town 5-4

### Individuali

#### Classifica marcatori
Aggiornata al 26 maggio 2014
| Gol | Rigori |  | Giocatore        | Squadra              |
| --- | ------ |  | ---------------- | -------------------- |
| 23  | 2      |  | Sam Winnall      | Scunthorpe United    |
| 17  | 5      |  | Reuben Reid      | Plymouth Argyle      |
| 17  |        |  | Scott Hogan      | Rochdale             |
| 13  | 5      |  | Antoni Sarcevic  | Fleetwood Town       |
| 13  |        |  | Byron Harrison   | Cheltenham Town      |
| 13  |        |  | Luke James       | Hartlepool United    |
| 13  | 1      |  | Rhys Murphy      | Dagenham & Redbridge |
| 13  | 2      |  | John-Joe O'Toole | Bristol Rovers       |
| 12  | 1      |  | Barry Corr       | Southend United      |
| 12  | 4      |  | Billy Kee        | Burton Albion        |
| 12  | 1      |  | Chris Zebroski   | Newport County       |